# República Cisrena
A República Cisrena (em alemão:  Cisrhenanische Republik) foi um estado cliente (república irmã) das Guerras Revolucionárias Francesas. Foi proclamada em 1797 na margem esquerda do Reno sob ocupação francesa.

## História
No início da Guerra da Primeira Coligação, em 1792, as tropas revolucionárias francesas conquistaram a região do Palatinado e ocuparam as cidades de Mainz, Speyer e Worms. O reinado secular da nobreza e do clero local foi terminado, tendo a aprovação de amplas seções do público. Um clube jacobino alemão foi estabelecido em Mainz, em outubro, de forma a promover a exportação da revolução nas terras do Sacro Império Romano-Germânico. A efémera República de Mainz, estabelecida em março de 1793, foi a primeira tentativa de implantação de um estado democrático no atual território alemão. A República terminou depois das tropas da coligação prussiana e austríaca iniciaram o cerco de Mainz e forçaram a cidade a render-se.

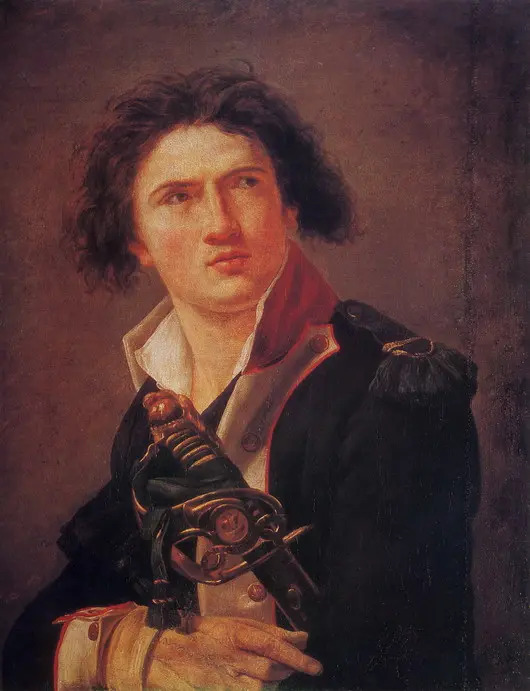
Lazare Hoche em 1793

Após o levée en masse a partir de agosto de 1793, as forças francesas foram capazes de conquistar vastos territórios na margem esquerda do Reno até a 'fronteira natural do Reno' proclamada por Georges Danton na Convenção Nacional . Sob os termos da Paz de Basileia de 1795, o Reino da Prússia foi obrigado a ceder todos os seus territórios a oeste do rio Reno. Numa fase inicial, as forças francesas não conseguiram coordenar uma administração civil ou estabelecer um estado-tampão renano, e a ocupação em progresso à custa da população civil encontrou uma crescente rejeição. A situação não melhorou até que, no início de 1797, o Diretório Francês delegou ao General Louis Lazare Hoche a construção de uma administração pública organizada baseada no modelo francês.
A 13 de abril de 1797, por sugestão do general Hoche, o Diretório resolveu estabelecer uma républic separée nos territórios da Renânia ocidental dos Eleitorados de Trier, Mainz e Colônia, do Palatinado Eleitoral, os ducados de Arenberg e Jülich-Berg, as cidades livres de Aachen e Colônia, e vários condados e senhorios menores. Juntas, as terras renanas de Cleves até Bingen foram combinadas na breve República da Cisrênia sob o governo do general Hoche como 'Protetor'. O movimento republicano estava novamente a ganhar seguidores substanciais, pelo menos em cidades renas como Bona ou Koblenz.

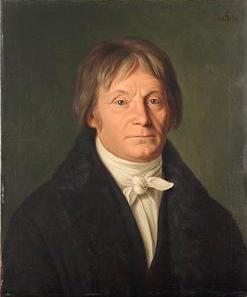
Joseph Görres, pintura de Joseph Anton Settegast, 1838

Tendo em vista a campanha italiana de Napoleão e a criação da República Cisalpina em junho de 1797, democratas alemães como Joseph Görres instaram a proclamação da República Cisrena, que ocorreu em 28 de agosto com o primeiro hasteamento de uma bandeira tricolor verde, branca e vermelha na cidade de Colónia. Cerimônias semelhantes também foram realizadas em Rheinbach, Koblenz e Bonn, acompanhadas pelo plantio de "árvores da liberdade" em todo o país. O número de partidários da República entre a população é difícil de avaliar a partir da perspectiva de hoje. De qualquer forma, persistiu a forte presença de tropas de ocupação, com impostos e contribuições.
Enquanto isso, o Golpe de 18 Fructidor (4 de setembro de 1797) em Paris impulsionou forças radicais a exigir a anexação da margem esquerda pela França. Quando o general Hoche faleceu inesperadamente em 18 de setembro aos 29 anos, a República Cisrena perdeu o seu mais forte defensor. Pelo Tratado de Campo Formio em 18 de outubro de 1797, o imperador Francisco II aceitou a fronteira do Reno e a administração da região foi oficialmente atribuída à França. Em 1798, as terras a oeste do Reno foram organizadas pelo comissário francês François Joseph Rudler nos départements de Roer, Rhin-et-Moselle, Sarre e Mont-Tonnerre. Rudler também tinha o Código Napoleónico Francês implementado, o que de fato marcou o fim da planejada República autônoma.
A anexação francesa foi aceite internacionalmente no Tratado de Lunéville de 1801. No entanto, a Renânia não foi oficialmente incorporada até 23 de setembro de 1802. A inclusão da margem ocidental do Reno no Império Francês também levou ao Reichsdeputationshauptschluss.